# Susan Blatt
Susan Blatt (* 13. Juli 1981 als Susan Dietrich in Darmstadt) ist eine ehemalige deutsche Triathletin.

## Werdegang
Susan Dietrich besuchte das Gymnasium Michelstadt. Nachdem sie in ihrer Jugend verschiedene Sportarten wie Leichtathletik und Turnen ausprobiert hatte, kam sie 1997 zum Rock-’n’-Roll-Tanz, wo sie Turniere bis zur B-Klasse tanzte. Eine Verletzung ihres Tanzpartners zwang sie zum Aufhören.

### Triathlon seit 2003
Zum Triathlonsport kam sie 2003 eher zufällig. Im Lehramtsstudium für Sport und Deutsch an der TU Darmstadt scheiterte sie anfangs an der Prüfung im Brustschwimmen. Das war der Anlass mit regelmäßigem Schwimmen zu beginnen. Als Trainingsgruppe wählte sie die Triathleten des DSW Darmstadt, da der Verein in kurzer Entfernung zu ihrer damaligen Wohnung lag.
Ihren ersten Triathlonwettkampf bestritt Susan Dietrich im Jahr 2005 über die Sprintdistanz und im Jahr 2008 beendete sie ihre erste Mitteldistanz auf Platz zwei.

### Erster Ironman-Start 2010
Nachdem Susan Dietrich im Juni 2009 Hessenmeisterin und Deutsche Vizemeisterin auf der Mitteldistanz wurde, startete sie im Juli 2010 in Frankfurt am Main erstmals mit einer Profilizenz bei einem Langdistanz-Ironman, wo sie auf Anhieb Siebte wurde.
Seit 2003 ist sie im Trainerstab des Marathonprojektes an der TU Darmstadt und seit 2007 ist sie dessen Leiterin. Susan Dietrich startet seit 2004 für den DSW 1912 Darmstadt. Sie wohnt in Messel bei Darmstadt und wurde von Ralf Ebli trainiert.
Im Oktober 2012 heiratete sie Matthias Blatt – einen ehemaligen Mitarbeiter der Nationalen Anti-Doping-Agentur (NADA).
Seit 2014 pausiert die werdende Mutter nach ihrem zweiten Rang beim Ironman Lanzarote im Mai. Während der Schwangerschaft und Elternzeit beendete sie ihr Studium. Seit 2017 arbeitet sie als Lehrerin und übt Triathlon ohne Profi-Lizenz aus.

## Sportliche Erfolge
| Datum/Jahr    | Rang | Wettbewerb                           | Austragungsort | Zeit     | Bemerkung                                                                                               |
| ------------- | ---- | ------------------------------------ | -------------- | -------- | --- |
| 28. Juni 2014 | 1    | Edersee Triathlon                    | Waldeck        | 02:30:18 | Siegerin auf der olympischen Distanz (1,5 km Schwimmen, 42 km Radfahren und 10 km Laufen)               |
| 1. Sep. 2013  | 5    | Challenge Walchsee-Kaiserwinkl       | Walchsee       | 04:32:39 | [ 3 ]                                                                                                   |
| 15. Juni 2013 | 1    | Moret Triathlon                      | Münster        | 04:18:42 | Hessenmeisterin Mitteldistanz                                                                           |
| 11. Mai 2013  | 13   | Ironman 70.3 Mallorca                | Alcúdia        | 04:42:53 | |
| 15. Apr. 2013 | 2    | Triathlon Portocolom Internacional   | Portocolom     | 04:11:46 | |
| 19. Aug. 2012 | 1    | Twistesee-Triathlon                  | Twistesee      | 02:35:20 | Olympische Distanz                                                                                      |
| 22. Juli 2012 | 4    | Ironman 70.3 Antwerpen               | Antwerpen      | 04:31:30 | |
| 10. Juni 2012 | DNF  | Ironman 70.3 Italy                   | Pescara        | –        | |
| 3. Juni 2012  | 10   | Ironman 70.3 Switzerland             | Rapperswil     | 04:39:17 | |
| 4. März 2012  | 4    | LD Valencia                          | Valencia       | 04:48:24 | Mitteldistanz                                                                                           |
| 21. Aug. 2011 | 1    | Viernheimer Triathlon                | Viernheim      | 02:37:30 | Olympische Distanz (1,5 km Schwimmen, 46 km Radfahren und 10 km Laufen)                                 |
| 14. Aug. 2011 | 11   | Ironman 70.3 Germany                 | Wiesbaden      | 05:03.29 | Europameisterschaft Mitteldistanz                                                                       |
| 5. Juni 2011  | 3    | 5150 Darmstadt                       | Darmstadt      | 02:07:59 | mit neuer persönlicher Bestzeit (PB) auf der olympischen Distanz                                        |
| 18. Juni 2011 | 1    | Moret Triathlon                      | Münster        | 04:57:46 | Hessenmeisterin Mitteldistanz                                                                           |
| 6. Sep. 2010  | 1    | Griesheimer Short Track              | Griesheim      | 02:20:20 | Olympische Distanz                                                                                      |
| 22. Aug. 2010 | 4    | Viernheimer Triathlon                | Viernheim      | 02:36:39 | Olympische Distanz                                                                                      |
| 15. Aug. 2010 | 10   | Ironman 70.3 Germany                 | Wiesbaden      | 05:00.33 | Europameisterschaft Mitteldistanz                                                                       |
| 30. Mai 2010  | 9    | Ironman 70.3 Austria                 | St. Pölten     | 04:42:31 | Mitteldistanz                                                                                           |
| 25. Juli 2009 | 2    | DTU Deutsche Triathlon-Meisterschaft | Immenstadt     | 05:02:55 | Deutsche Vizemeisterin beim Allgäu Triathlon hinter Ina Reinders auf der Mitteldistanz; Siegerin AK W25 |
| 28. Juni 2009 | 1    | Triathlon Simmern                    | Simmern        | 02:15:48 | Olympische Distanz; Streckenrekord                                                                      |
| 13. Juni 2009 | 1    | Moret Triathlon                      | Münster        | 04:33:48 | Hessenmeisterin Mitteldistanz                                                                           |
| 14. Juni 2008 | 2    | Moret Triathlon                      | Münster        | 04:43:16 | Mitteldistanz                                                                                           |

| Datum/Jahr    | Rang | Wettbewerb                 | Austragungsort    | Zeit     | Bemerkung                                                       |
| ------------- | ---- | -------------------------- | ----------------- | -------- | --------------------------------------------------------------- |
| 17. Mai 2014  | 2    | Ironman Lanzarote          | Puerto del Carmen | 09:44:59 | Zweite hinter der Britin Lucy Gossage                           |
| 14. Sep. 2013 | 1    | Challenge Almere-Amsterdam | Almere            | 09:24:40 | [ 10 ]                                                          |
| 7. Juli 2013  | 10   | Ironman Germany            | Frankfurt am Main | 09:16:51 | Europameisterschaft Langdistanz, mit persönlicher Bestzeit (PB) |
| 13. Okt. 2012 | 24   | Ironman Hawaii             | Hawaii            | 10:07:06 | Ironman-Weltmeisterschaft                                       |
| 8. Juli 2012  | 4    | Ironman Germany            | Frankfurt am Main | 09:22:07 | Ironman-Europameisterschaft                                     |
| 22. Apr. 2012 | 5    | Ironman South Africa       | Port Elizabeth    | 10:08:02 |                                                                 |
| 20. Nov. 2011 | 9    | Ironman Arizona            | Tempe             | 09:19:47 |                                                                 |
| 24. Juli 2011 | 8    | Ironman Germany            | Frankfurt am Main | 09:28:08 | Europameisterschaft Langdistanz                                 |
| 4. Juli 2010  | 7    | Ironman Germany            | Frankfurt am Main | 09:39:12 | erster Start über die Langdistanz bei der Europameisterschaft   |

(DNF – Did Not Finish)